# Adolfo Bautista
Adolfo "Bofo" Bautista (Dolores Hidalgo, 15 de maio de 1979) é um ex-futebolista mexicano, que atuava como atacante.

## Carreira
Bautista integrou a Seleção Mexicana de Futebol na Copa América de 2004 e na Copa do Mundo de 2010.

## Títulos e Campanhas de Destaque
Seleção Mexicana
- Copa América de 2007: 3º Lugar

#### Chivas Guadalajara
- Copa Libertadores da América 2010: 2º Lugar